# Saint-Martin-des-Champs (Yvelines)
Saint-Martin-des-Champs ist eine französische Gemeinde mit 304 Einwohnern (Stand: 1. Januar 2022) im Département Yvelines in der Region Île-de-France. Sie gehört zum Arrondissement Mantes-la-Jolie und zum Kanton Bonnières-sur-Seine (bis 2015: Kanton Houdan). Die Einwohner werden Saint-Martinois genannt.

## Geographie
Saint-Martin-des-Champs liegt etwa 46 Kilometer westlich von Paris. Umgeben wird Saint-Martin-des-Champs von den Nachbargemeinden Arnouville-lès-Mantes im Norden, Hargeville im Nordosten, Goupillières im Osten, Flexanville im Süden und Südosten, Osmoy im Süden, Orgerus im Süden und Südwesten, Prunay-le-Temple im Südwesten sowie Septeuil im Westen.

## Bevölkerungsentwicklung
| Jahr                      | 1962 | 1968 | 1975 | 1982 | 1990 | 1999 | 2006 | 2013 | 2021 |
| Einwohner                 | 110  | 111  | 229  | 300  | 313  | 305  | 321  | 322  | 304  |
| Quelle: Cassini und INSEE |      |      |      |      |      |      |      |      |      |

## Sehenswürdigkeiten
- Kirche Saint-Martin aus dem 13. Jahrhundert, heutiges Gebäude aus dem 16./17. Jahrhundert
- Schloss Corbeville aus dem 17. Jahrhundert

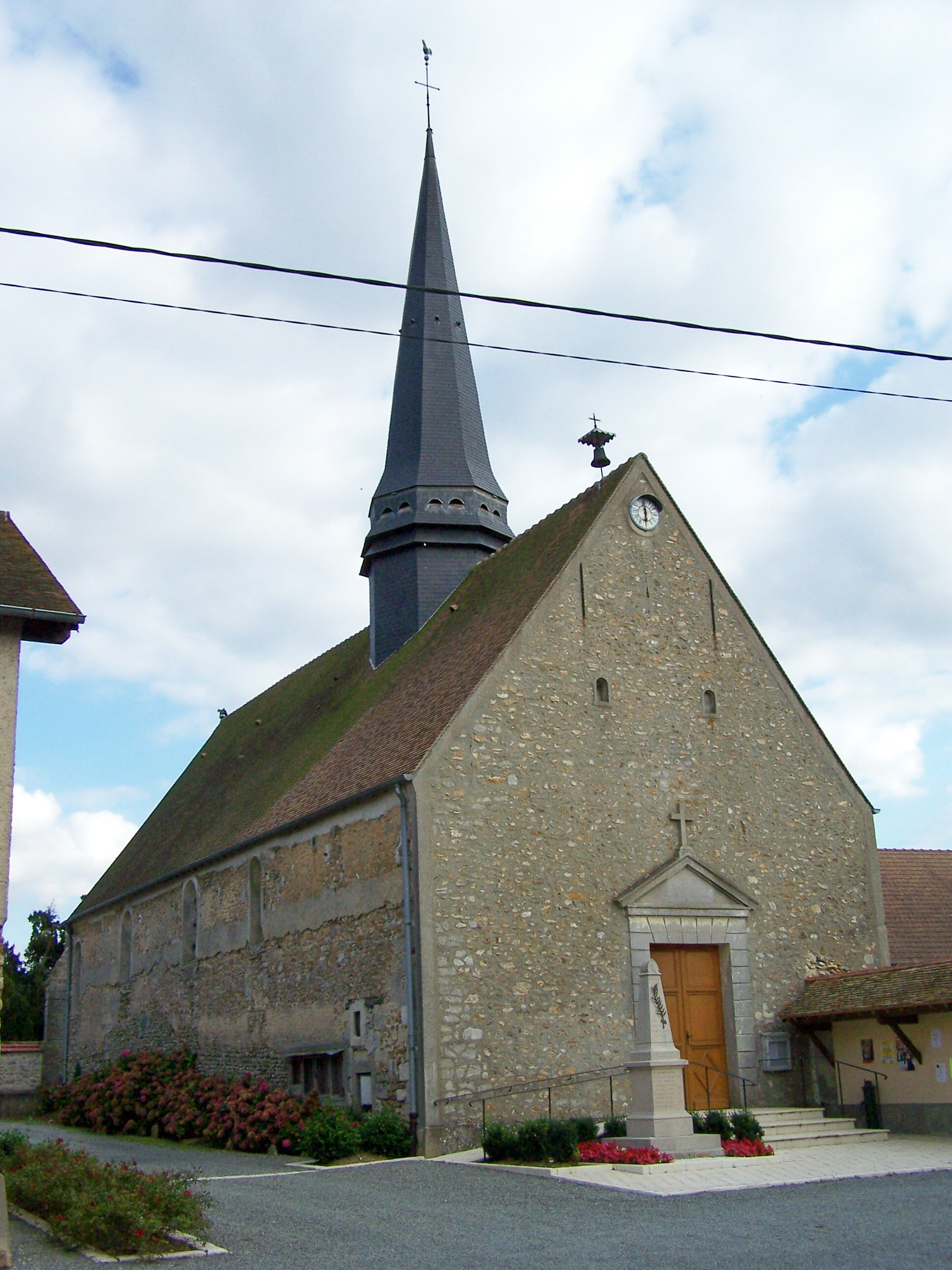
Kirche Saint-Martin
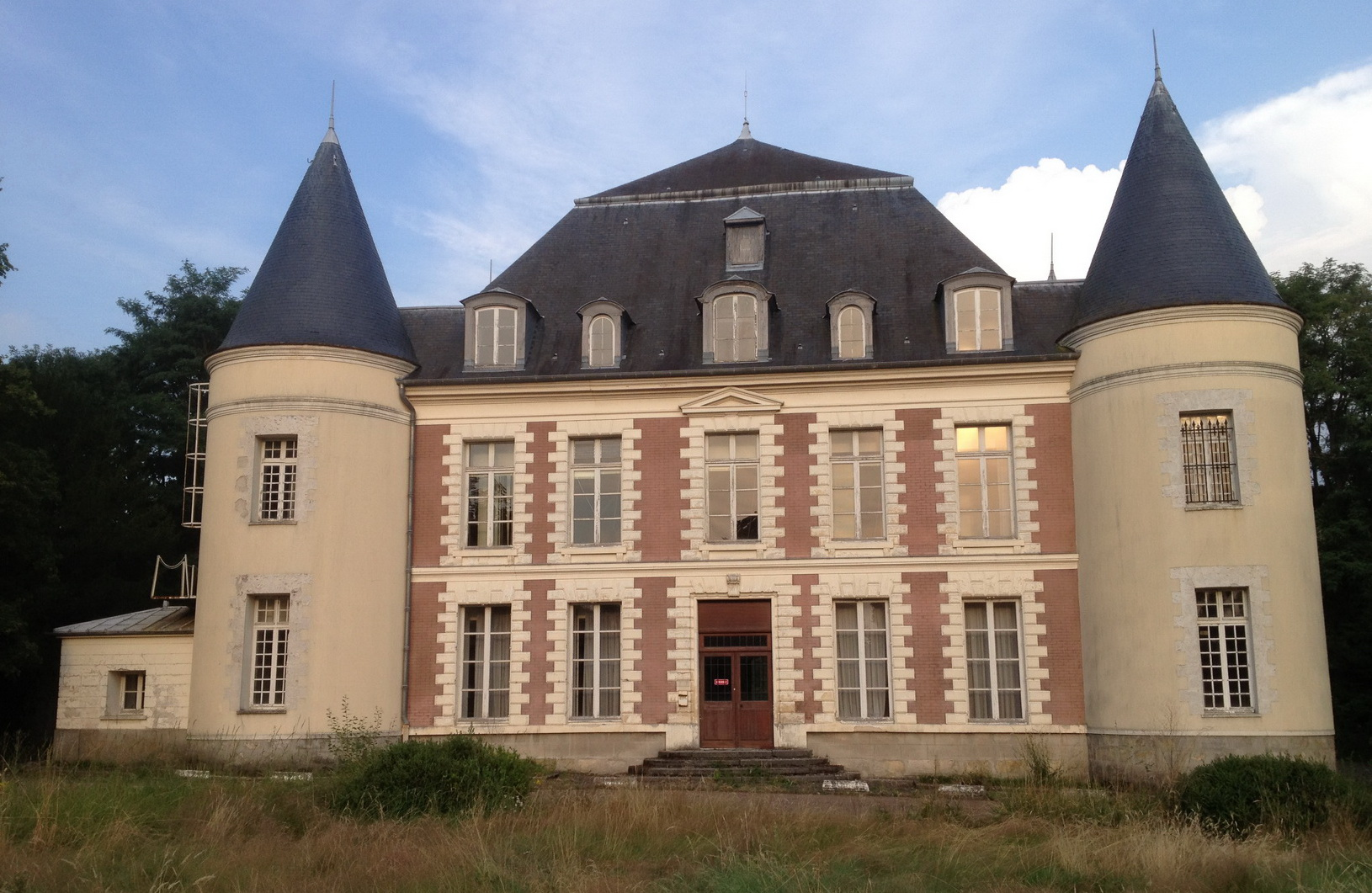
Schloss Corbeville